# Artemiu Publiu Alexi
Artemiu Publiu Alexi (Sângeorz-Băi, 1847-Rebrişoara, 1896) fue un profesor y naturalista rumano.

## Biografía
Nacido el 8 de abril de 1847 en Sângeorz, en Transilvania, completó sus estudios en Viena y Graz, donde en 1874 se doctoró en ciencias naturales. De 1874 a 1893 fue profesor de ciencias naturales en el gymnasium de Năsăud. Falleció el 15 de octubre de 1896 en Rebrişoara.
Escribió y publicó Resbelul oriental ilustrat (con M. Pop, 1878), Românii la Plevna (disertación, 1880), O escursiune botanica in Romani'a şi Dobrogea (1883), Insemnâtatea şciintelor naturale şi reformele ce le reclama studiul lor in şcoalele noastre (1883), Despre importanza studiului botanic (1884), Compendiu de Meteorologia (1889), Helvetia şi Wilhelm Tell (1889) y Die St-Georger Säuerlinge (1892).